# Si muore solo una volta
Si muore solo una volta è un film del 1967 diretto da Giancarlo Romitelli.

## Trama
Tra Beirut e Malta si svolgono le indagini di Mike Gold, chiamato a indagare su un traffico internazionale malavitoso. Tre donne lo aiutano nelle indagini. Ma Mike deve essere attento e scaltro perché tra Ingrid, Silvia e Jane può essercene una che fa il doppio-gioco.